# موخوفسکویه
موخوفسکویه (به لاتین: Mokhovskoye) یک منطقهٔ مسکونی در روسیه است که در سرزمین آلتای واقع شده‌است.